# Chiang C. Mei
Chiang C. Mei é professor de engenharia civil e ambiental no Instituto de Tecnologia de Massachusetts.
Foi editor associado do Journal of Fluid Mechanics. Recebeu a Medalha Theodore von Karman de 2007.
O 24th International Workshop on Water Waves and Floating Bodies foi dedicado a Mei, por ocasião de sua aposentadoria.

## Livros
- Chiang C. Mei (1989). The Applied Dynamics of Ocean Surface Waves. Singapura: World Scientific. ISBN 9971507730
- Chiang C. Mei (1997). Mathematical Analysis in Engineering. [S.l.]: Cambridge University Press. ISBN 0521587980